# Стрюков, Андрей Георгиевич
Андрей Георгиевич Стрюков (14 марта 1923 — 11 февраля 1971) — автоматчик 384-го отдельного батальона морской пехоты Одесской военно-морской базы (ВМБ) Черноморского флота, краснофлотец. Герой Советского Союза.

## Биография
Родился 14 марта 1923 года в селе Коноково ныне Успенского района Краснодарского края.
В Красной Армии, а затем в Военно-Морском Флоте с 1942 года. В боях Великой Отечественной войны с 1942 года.
Особо отличился в Майкопском десанте 24 октября 1942 года, а также боях при освобождении сёл Херсонщины: Александровка, Маяк, Тимофеевка и Святотроицкое в феврале-марте 1944 года.
Указом Президиума Верховного Совета СССР от 3 июня 1944 года за мужество и героизм краснофлотцу Стрюкову Андрею Георгиевичу присвоено звание Героя Советского Союза с вручением ордена Ленина и медали «Золотая Звезда».
В 1945 году демобилизован. Жил в городе Сочи Краснодарского края. Скончался 11 февраля 1971 года.
В августе 2019 года его именем названа школа №4 с. Коноково.